# 东篁店站
东篁店站是一个鸡杨铁路上的铁路车站，位于湖北省广水市南新乡，建于1902年，目前为四等站，邮政编码为432723。目前客运：办理旅客乘降；行李、包裹托运；货运：办理整车货物发到。